# ديفيد باي
ديفيد باي (بالإنجليزية: David Bey)‏ (11 مارس 1957 بفيلادلفيا في الولايات المتحدة - 13 سبتمبر 2017 بكامدن في الولايات المتحدة) هو ملاكم أمريكي، صنّف ضمن فئة وزن ثقيل.

## إحصائيات
خاض خلال مسيرته 30 نزالا، فاز في 18 وتعادل في 1 وخسر في 11. فاز بالضربة القاضية في 14 نزالا.

## روابط خارجية
- ديفيد باي على موقع بوكس ريك (الإنجليزية) (registration required)